# Ngloning
Ngloning is een bestuurslaag in het regentschap Ponorogo van de provincie Oost-Java, Indonesië. Ngloning telt 1015 inwoners (volkstelling 2010).